# Српски кошаркашки клубови у европским такмичењима 2013/14.
Српски кошаркашки клубови у европским такмичењима 2013/14. имали су три представника:
- Партизан НИС је као победник Јадранске лиге 2012/13. изборио директан пласман у Евролигу 2013/14. Партизану је ово дванаесто узастопно учешће у Евролиги.
- Црвена звезда Телеком је као финалиста Јадранске лиге 2012/13. изборила директан пласман у Евролигу 2013/14. Црвеној звезди је ово било прво учешће у Евролиги након 14 година. Након испадања у првој фази Евролиге клуб је наставио такмичење у Еврокупу 2013/14.
- Раднички Крагујевац је као трећепласирани тим лигашког дела Јадранске лиге 2012/13. изборио пласман у Еврокуп 2013/14. Радничком из Крагујевца је ово био први наступ у неком европском такмичењу.

## Партизан НИС у Евролиги

### Прва фаза „Топ 24“ - Група А
Партизан НИС је на жребу 4. јула 2013. из петог шешира сврстан у групу А.
|    | Екипа            | Игр. | Поб. | Изг. | П+  | П-  | П+/- | Тај-брек  |
| -- | ---------------- | ---- | ---- | ---- | --- | --- | ---- | --------- |
| 1. | Фенербахче Улкер | 10   | 8    | 2    | 849 | 749 | +100 |           |
| 2. | ЦСКА Москва      | 10   | 7    | 3    | 732 | 676 | +56  | 1-1 (+5)  |
| 3. | Барселона        | 10   | 7    | 3    | 786 | 729 | +57  | 1-1 (-5)  |
| 4. | Партизан НИС     | 10   | 3    | 7    | 668 | 715 | -47  | 1-1 (+29) |
| 5. | Нантер           | 10   | 3    | 7    | 682 | 753 | -71  | 1-1 (-29) |
| 6. | Будивељник       | 10   | 2    | 8    | 737 | 832 | -95  |           |

| 17. 10. 2013. 21:00 Извештај |                                                                       | Барселона | 67 : 60                               | Партизан НИС | Дворана Блауграна, Барселона Гледаоци: 4 850 |  |
| 17. 10. 2013. 21:00 Извештај | Четвртине: 17-18, 11-8, 17-14, 22-20                                  |           |                                       |              | Дворана Блауграна, Барселона Гледаоци: 4 850 |  |
| 17. 10. 2013. 21:00 Извештај | Поени: Папаниколау, Томић 13 Скокови: Дорси 10 Асистенције: Уертас 10 |           | Милосављевић 15 Ловерњ 13 Вестерман 3 |              | Дворана Блауграна, Барселона Гледаоци: 4 850 |  |

| 25. 10. 2013. 19:00 Извештај |                                                                     | Партизан НИС | 73 : 43                    | Нантер | Хала Пионир, Београд Гледаоци: 7 500 |  |
| 25. 10. 2013. 19:00 Извештај | Четвртине: 21-16, 16-7, 16-15, 20-5                                 |              |                            |        | Хала Пионир, Београд Гледаоци: 7 500 |  |
| 25. 10. 2013. 19:00 Извештај | Поени: Милосављевић 26 Скокови: Ловерњ 11 Асистенције: Богдановић 5 |              | Жаите 8 Денијелс 7 Мичам 5 |        | Хала Пионир, Београд Гледаоци: 7 500 |  |

| 31. 10. 2013. 18:00 Извештај |                                                                    | Будивељник | 74 : 69                       | Партизан НИС | Палата спортова Кијев, Кијев Гледаоци: 3 800 |  |
| 31. 10. 2013. 18:00 Извештај | Четвртине: 17-17, 27-25, 8-11, 22-16                               |            |                               |              | Палата спортова Кијев, Кијев Гледаоци: 3 800 |  |
| 31. 10. 2013. 18:00 Извештај | Поени: Лавринович 22 Скокови: Лавринович 8 Асистенције: 2 играча 4 |            | Кинси 16 Ловерњ 13 4 играча 2 |              | Палата спортова Кијев, Кијев Гледаоци: 3 800 |  |

| 8. 11. 2013. 20:45 Извештај |                                                                 | Партизан НИС | 78 : 88                           | Фенербахче Улкер | Хала Пионир, Београд Гледаоци: 8 000 |  |
| 8. 11. 2013. 20:45 Извештај | Четвртине: 17-13, 21-17, 19-30, 21-28                           |              |                                   |                  | Хала Пионир, Београд Гледаоци: 8 000 |  |
| 8. 11. 2013. 20:45 Извештај | Поени: Ловерњ 20 Скокови: Ловерњ 10 Асистенције: Милосављевић 3 |              | Богдановић 26 Прелџић 6 Прелџић 8 |                  | Хала Пионир, Београд Гледаоци: 8 000 |  |

| 15. 11. 2013. 17:00 Извештај |                                                            | ЦСКА Москва | 88 : 46                            | Партизан НИС | Мегаспорт арена, Москва Гледаоци: 5 086 |  |
| 15. 11. 2013. 17:00 Извештај | Четвртине: 21-10, 21-8, 27-13, 19-15                       |             |                                    |              | Мегаспорт арена, Москва Гледаоци: 5 086 |  |
| 15. 11. 2013. 17:00 Извештај | Поени: Вимс 18 Скокови: Мицов, Хајнс 4 Асистенције: Вимс 8 |             | Богдановић 13 Ловерњ 12 3 играча 2 |              | Мегаспорт арена, Москва Гледаоци: 5 086 |  |

| 21. 11. 2013. 20:45 Извештај |                                                                 | Партизан НИС | 64 : 82                          | Барселона | Хала Пионир, Београд Гледаоци: 8 000 |  |
| 21. 11. 2013. 20:45 Извештај | Четвртине: 17-11, 15-27, 12-26, 20-18                           |              |                                  |           | Хала Пионир, Београд Гледаоци: 8 000 |  |
| 21. 11. 2013. 20:45 Извештај | Поени: Богдановић 24 Скокови: Ловерњ 12 Асистенције: 3 играча 2 |              | Абрињес 19 Томић 7 Папаниколау 5 |           | Хала Пионир, Београд Гледаоци: 8 000 |  |

| 28. 11. 2013. 21:00 Извештај |                                                        | Нантер | 62 : 61                         | Партизан НИС | Хала Карпентије, Париз Гледаоци: 4 500 |  |
| 28. 11. 2013. 21:00 Извештај | Четвртине: 17-19, 18-10, 12-18, 15-14                  |        |                                 |              | Хала Карпентије, Париз Гледаоци: 4 500 |  |
| 28. 11. 2013. 21:00 Извештај | Поени: Мичам 14 Скокови: Лајти 8 Асистенције: Фостер 3 |        | Милосављевић 16 Мусли 6 Кинси 4 |              | Хала Карпентије, Париз Гледаоци: 4 500 |  |

| 5. 12. 2013. 20:45 Извештај |                                                               | Партизан НИС | 76 : 61                                        | Будивељник | Београдска арена, Београд Гледаоци: 15 200 |  |
| 5. 12. 2013. 20:45 Извештај | Четвртине: 17-13, 25-14, 17-10, 17-24                         |              |                                                |            | Београдска арена, Београд Гледаоци: 15 200 |  |
| 5. 12. 2013. 20:45 Извештај | Поени: Ловерњ 18 Скокови: Ловерњ 8 Асистенције: Богдановић 10 |              | Лавринович, Шаленга 11 Лавринович 6 3 играча 2 |            | Београдска арена, Београд Гледаоци: 15 200 |  |

| 12. 12. 2013. 20:45 Извештај |                                                             | Фенербахче Улкер | 77 : 79                                                    | Партизан НИС | Улкер спортска арена, Истанбул Гледаоци: 11 917 |  |
| 12. 12. 2013. 20:45 Извештај | Четвртине: 17-30, 20-9, 23-20, 17-20                        |                  |                                                            |              | Улкер спортска арена, Истанбул Гледаоци: 11 917 |  |
| 12. 12. 2013. 20:45 Извештај | Поени: Прелџић 21 Скокови: Прелџић 6 Асистенције: Прелџић 7 |                  | Кинси 20 Ловерњ, Милосављевић 5 Богдановић, Милосављевић 5 |              | Улкер спортска арена, Истанбул Гледаоци: 11 917 |  |

| 19. 12. 2013. 20:45 Извештај |                                                                   | Партизан НИС | 62 : 73                   | ЦСКА Москва | Хала Пионир, Београд Гледаоци: 8 147 |  |
| 19. 12. 2013. 20:45 Извештај | Четвртине: 19-20, 17-23, 13-16, 13-14                             |              |                           |             | Хала Пионир, Београд Гледаоци: 8 147 |  |
| 19. 12. 2013. 20:45 Извештај | Поени: Милосављевић 17 Скокови: Кинси 6 Асистенције: Богдановић 6 |              | Каун 12 Вимс 6 Теодосић 7 |             | Хала Пионир, Београд Гледаоци: 8 147 |  |

### Друга фаза „Топ 16“ - Група Ф
|    | Екипа                    | Игр. | Поб. | Изг. | П+   | П-   | П+/- | Тај-брек |
| -- | ------------------------ | ---- | ---- | ---- | ---- | ---- | ---- | -------- |
| 1. | ЦСКА Москва              | 14   | 12   | 2    | 1167 | 1035 | +132 |          |
| 2. | Реал Мадрид              | 14   | 11   | 3    | 1190 | 1047 | +143 |          |
| 3. | Макаби Електра           | 14   | 8    | 6    | 1115 | 1090 | +25  |          |
| 4. | Галатасарај Лив Хоспитал | 14   | 7    | 7    | 1072 | 1065 | +7   | 1-1 (0)  |
| 5. | Локомотива Кубањ         | 14   | 7    | 7    | 1081 | 1098 | -17  | 1-1 (0)  |
| 6. | Бајерн Минхен            | 14   | 5    | 9    | 1040 | 1102 | -62  |          |
| 7. | Партизан НИС             | 14   | 4    | 10   | 953  | 1069 | -116 |          |
| 8. | Жалгирис                 | 14   | 2    | 12   | 1062 | 1174 | -112 |          |

| 2. 1. 2014. 19:00 Извештај |                                                                     | Партизан НИС | 64 : 80                                     | Реал Мадрид | Београдска арена, Београд Гледаоци: 21 374 |  |
| 2. 1. 2014. 19:00 Извештај | Четвртине: 17-29, 22-18, 10-11, 15-22                               |              |                                             |             | Београдска арена, Београд Гледаоци: 21 374 |  |
| 2. 1. 2014. 19:00 Извештај | Поени: Кинси 17 Скокови: Ловерњ 13 Асистенције: Богдановић, Кинси 3 |              | Родригез, Фернандез 16 Бурусис 9 Родригез 5 |             | Београдска арена, Београд Гледаоци: 21 374 |  |

| 9. 1. 2014. 20:15 Извештај |                                                              | Бајерн Минхен | 71 : 65                            | Партизан НИС | Ауди дом, Бајерн Гледаоци: 5 510 |  |
| 9. 1. 2014. 20:15 Извештај | Четвртине: 17-20, 17-22, 18-14, 19-9                         |               |                                    |              | Ауди дом, Бајерн Гледаоци: 5 510 |  |
| 9. 1. 2014. 20:15 Извештај | Поени: Брајант 16 Скокови: Брајант 10 Асистенције: Дилејни 5 |               | Богдановић 24 Кинси 8 Богдановић 5 |              | Ауди дом, Бајерн Гледаоци: 5 510 |  |

| 17. 1. 2014. 20:45 Извештај |                                                                    | Партизан НИС | 73 : 72                    | ЦСКА Москва | Београдска арена, Београд Гледаоци: 16 523 |  |
| 17. 1. 2014. 20:45 Извештај | Четвртине: 15-14, 19-21, 16-15, 23-22                              |              |                            |             | Београдска арена, Београд Гледаоци: 16 523 |  |
| 17. 1. 2014. 20:45 Извештај | Поени: Богдановић 27 Скокови: Ловерњ 8 Асистенције: Гагић, Кинси 2 |              | Крстић 27 Крстић 7 Вимс 10 |             | Београдска арена, Београд Гледаоци: 16 523 |  |

| 23. 1. 2014. 20:05 Извештај |                                                             | Макаби Електра | 88 : 67                                   | Партизан НИС | Нокија арена, Тел Авив Гледаоци: 11 060 |  |
| 23. 1. 2014. 20:05 Извештај | Четвртине: 20-11, 27-8, 21-28, 20-20                        |                |                                           |              | Нокија арена, Тел Авив Гледаоци: 11 060 |  |
| 23. 1. 2014. 20:05 Извештај | Поени: Тајус 16 Скокови: Тајус 9 Асистенције: Инглс, Рајс 5 |                | Богдановић, Кинси 17 Кинси 8 Богдановић 3 |              | Нокија арена, Тел Авив Гледаоци: 11 060 |  |

| 31. 1. 2014. 20:45 Извештај |                                                               | Партизан НИС | 81 : 87                          | Локомотива Кубањ | Београдска арена, Београд Гледаоци: 15 565 |  |
| 31. 1. 2014. 20:45 Извештај | Четвртине: 18-20, 20-23, 22-20, 21-24                         |              |                                  |                  | Београдска арена, Београд Гледаоци: 15 565 |  |
| 31. 1. 2014. 20:45 Извештај | Поени: Кинси 32 Скокови: 3 играча 6 Асистенције: Богдановић 5 |              | Симон 18 Хендрикс 7 Калнијетис 5 |                  | Београдска арена, Београд Гледаоци: 15 565 |  |

| 13. 2. 2014. 18:45 Извештај |                                                                      | Жалгирис | 89 : 77                             | Партизан НИС | Жалгирис арена, Каунас Гледаоци: 8 150 |  |
| 13. 2. 2014. 18:45 Извештај | Четвртине: 29-16, 29-25, 19-18, 12-18                                |          |                                     |              | Жалгирис арена, Каунас Гледаоци: 8 150 |  |
| 13. 2. 2014. 18:45 Извештај | Поени: Дентмон 23 Скокови: Дентмон, Јанкунас 5 Асистенције: Поцјус 7 |          | Богдановић 24 Ловерњ 7 Богдановић 5 |              | Жалгирис арена, Каунас Гледаоци: 8 150 |  |

| 20. 2. 2014. 20:45 Извештај |                                                                   | Партизан НИС | 70 : 78                                     | Галатасарај Лив Хос. | Београдска арена, Београд Гледаоци: 13 552 |  |
| 20. 2. 2014. 20:45 Извештај | Четвртине: 26-22, 11-21, 16-19, 17-16                             |              |                                             |                      | Београдска арена, Београд Гледаоци: 13 552 |  |
| 20. 2. 2014. 20:45 Извештај | Поени: Богдановић 23 Скокови: Ловерњ 15 Асистенције: Богдановић 6 |              | Домеркант 18 Мачван, Менса-Бонсу 7 Арслан 6 |                      | Београдска арена, Београд Гледаоци: 13 552 |  |

| 28. 2. 2014. 20:45 Извештај |                                                                     | Реал Мадрид | 80 : 57                                                 | Партизан НИС | Палата спортова Покрајине Мадрид, Мадрид Гледаоци: 11 298 |  |
| 28. 2. 2014. 20:45 Извештај | Четвртине: 22-17, 24-10, 15-13, 19-17                               |             |                                                         |              | Палата спортова Покрајине Мадрид, Мадрид Гледаоци: 11 298 |  |
| 28. 2. 2014. 20:45 Извештај | Поени: Љуљ, Родригез 19 Скокови: Бурусис 8 Асистенције: Фернандез 8 |             | Богдановић, Александар Павловић 10 Богдановић 7 Тепић 4 |              | Палата спортова Покрајине Мадрид, Мадрид Гледаоци: 11 298 |  |

| 6. 3. 2014. 20:45 Извештај |                                                                              | Партизан НИС | 70 : 55                               | Бајерн Минхен | Београдска арена, Београд Гледаоци: 11 550 |  |
| 6. 3. 2014. 20:45 Извештај | Четвртине: 19-9, 25-19, 16-17 , 10-10                                        |              |                                       |               | Београдска арена, Београд Гледаоци: 11 550 |  |
| 6. 3. 2014. 20:45 Извештај | Поени: Кинси, Александар Павловић 21 Скокови: Ловерњ 10 Асистенције: Тепић 5 |              | Ђедовић 12 Делејни 8 Делејни, Хаман 3 |               | Београдска арена, Београд Гледаоци: 11 550 |  |

| 13. 3. 2014. 17:00 Извештај |                                                                | ЦСКА Москва | 84 : 52                    | Партизан НИС | УСХ ЦСКА, Москва Гледаоци: 4 523 |  |
| 13. 3. 2014. 17:00 Извештај | Четвртине: 16-15, 22-7, 32-19, 14-11                           |             |                            |              | УСХ ЦСКА, Москва Гледаоци: 4 523 |  |
| 13. 3. 2014. 17:00 Извештај | Поени: Каун, Фридзон 13 Скокови: Мицов 5 Асистенције: Џексон 5 |             | Ловерњ 17 Ловерњ 5 Тепић 2 |              | УСХ ЦСКА, Москва Гледаоци: 4 523 |  |

| 20. 3. 2014. 20:45 Извештај |                                                                   | Партизан НИС | 72 : 70                    | Макаби Електра | Београдска арена, Београд Гледаоци: 13 015 |  |
| 20. 3. 2014. 20:45 Извештај | Четвртине: 14-23, 17-17, 16-17, 25-13                             |              |                            |                | Београдска арена, Београд Гледаоци: 13 015 |  |
| 20. 3. 2014. 20:45 Извештај | Поени: Богдановић 18 Скокови: Ловерњ 12 Асистенције: Богдановић 6 |              | Тајус 14 Тајус 11 Охајон 4 |                | Београдска арена, Београд Гледаоци: 13 015 |  |

| 28. 3. 2014. 17:00 Извештај |                                                               | Локомотива Кубањ | 84 : 73                          | Партизан НИС | Баскет хала Краснодар, Краснодар Гледаоци: 5 185 |  |
| 28. 3. 2014. 17:00 Извештај | Четвртине: 16-10, 22-20, 25-15, 21-28                         |                  |                                  |              | Баскет хала Краснодар, Краснодар Гледаоци: 5 185 |  |
| 28. 3. 2014. 17:00 Извештај | Поени: Браун 18 Скокови: Јасаитис 7 Асистенције: Калнијетис 8 |                  | Бертанс 20 Ловерњ 7 Богдановић 5 |              | Баскет хала Краснодар, Краснодар Гледаоци: 5 185 |  |

| 4. 4. 2014. 20:45 Извештај |                                                               | Партизан НИС | 77 : 67                                   | Жалгирис | Београдска арена, Београд Гледаоци: 12 505 |  |
| 4. 4. 2014. 20:45 Извештај | Четвртине: 24-13, 17-21, 18-15, 18-18                         |              |                                           |          | Београдска арена, Београд Гледаоци: 12 505 |  |
| 4. 4. 2014. 20:45 Извештај | Поени: Бертанс 17 Скокови: Бертанс 10 Асистенције: 3 играча 4 |              | Гудаитис 13 Климавичијус 8 Климавичијус 8 |          | Београдска арена, Београд Гледаоци: 12 505 |  |

| 11. 4. 2014. 20:00 Извештај |                                                               | Галатасарај Лив Х. | 64 : 55                            | Партизан НИС | Абди Ипекчи арена, Истанбул Гледаоци: 11 470 |  |
| 11. 4. 2014. 20:00 Извештај | Четвртине: 16-13, 24-15, 14-14, 10-13                         |                    |                                    |              | Абди Ипекчи арена, Истанбул Гледаоци: 11 470 |  |
| 11. 4. 2014. 20:00 Извештај | Поени: Маркоишвили 16 Скокови: Алдемир 7 Асистенције: Аројо 7 |                    | 3 играча 11 Ловерњ 11 Богдановић 4 |              | Абди Ипекчи арена, Истанбул Гледаоци: 11 470 |  |

## Црвена звезда Телеком у Евролиги

### Прва фаза „Топ 24“ - Група Д
Црвена звезда Телеком је на жребу 4. јула 2013. из петог шешира сврстана у групу Д.
|    | Екипа                 | Игр. | Поб. | Изг. | П+  | П-  | П+/- | Тај-брек  |
| -- | --------------------- | ---- | ---- | ---- | --- | --- | ---- | --------- |
| 1. | Макаби Електра        | 10   | 8    | 2    | 764 | 711 | +53  |           |
| 2. | Лаборал Кућа          | 10   | 6    | 4    | 767 | 754 | +13  | 1-1 (+12) |
| 3. | Локомотива Кубањ      | 10   | 6    | 4    | 740 | 729 | +11  | 1-1 (-12) |
| 4. | Панатинаикос          | 10   | 5    | 5    | 768 | 736 | +32  |           |
| 5. | Црвена звезда Телеком | 10   | 4    | 6    | 804 | 779 | +25  |           |
| 6. | Лијетувос ритас       | 10   | 1    | 9    | 686 | 820 | -134 |           |

| 17. 10. 2013. 19:00 Извештај |                                                           | Црвена звезда Тел. | 84 : 87                             | Локомотива Кубањ | Београдска арена, Београд Гледаоци: 19 000 |  |
| 17. 10. 2013. 19:00 Извештај | Четвртине: 20-30, 22-8, 17-20, 25-29                      |                    |                                     |                  | Београдска арена, Београд Гледаоци: 19 000 |  |
| 17. 10. 2013. 19:00 Извештај | Поени: Шилб 17 Скокови: Марјановић 10 Асистенције: Шилб 6 |                    | Вилијамс 23 Хендрикс 9 Калнијетис 7 |                  | Београдска арена, Београд Гледаоци: 19 000 |  |

| 24. 10. 2013. 20:00 Извештај |                                                                    | Макаби Електра | 96 : 82                                    | Црвена звезда Тел. | Нокија арена, Тел Авив Гледаоци: 11 060 |  |
| 24. 10. 2013. 20:00 Извештај | Четвртине: 21-14, 22-18, 30-24, 23-26                              |                |                                            |                    | Нокија арена, Тел Авив Гледаоци: 11 060 |  |
| 24. 10. 2013. 20:00 Извештај | Поени: Смит 17 Скокови: Схорцијанитис 5 Асистенције: Инглс, Рајс 5 |                | Марјановић 20 Марјановић 13 Блажич, Шилб 3 |                    | Нокија арена, Тел Авив Гледаоци: 11 060 |  |

| 1. 11. 2013. 20:30 Извештај |                                                         | Црвена звезда Тел. | 86 : 90                                    | Панатинаикос | Хала Пионир, Београд Гледаоци: 7 500 |  |
| 1. 11. 2013. 20:30 Извештај | Четвртине: 26-22, 22-11, 8-15, 18-26, 12-16             |                    |                                            |              | Хала Пионир, Београд Гледаоци: 7 500 |  |
| 1. 11. 2013. 20:30 Извештај | Поени: Шилб 19 Скокови: Симоновић 7 Асистенције: Шилб 5 |                    | Папас 24 Мачијулис, Фоцис 4 Дијамантидис 9 |              | Хала Пионир, Београд Гледаоци: 7 500 |  |

| 7. 11. 2013. 20:30 Извештај |                                                                   | Лаборал Кућа | 63 : 73                                  | Црвена звезда Тел. | Фернандо Буеса арена, Виторија Гледаоци: 9 728 |  |
| 7. 11. 2013. 20:30 Извештај | Четвртине: 15-25, 17-6, 19-23, 12-19                              |              |                                          |                    | Фернандо Буеса арена, Виторија Гледаоци: 9 728 |  |
| 7. 11. 2013. 20:30 Извештај | Поени: М. Бјелица 14 Скокови: М. Бјелица 7 Асистенције: Јелинек 3 |              | Нелсон 22 Нелсон, Митровић 7 Раденовић 3 |                    | Фернандо Буеса арена, Виторија Гледаоци: 9 728 |  |

| 15. 11. 2013. 20:00 Извештај |                                                                        | Црвена звезда Тел. | 88 : 77                                    | Лијетувос ритас | Хала Пионир, Београд Гледаоци: 7 500 |  |
| 15. 11. 2013. 20:00 Извештај | Четвртине: 19-16, 23-24, 20-16, 26-21                                  |                    |                                            |                 | Хала Пионир, Београд Гледаоци: 7 500 |  |
| 15. 11. 2013. 20:00 Извештај | Поени: Блажич 16 Скокови: Нелсон 9 Асистенције: Марјановић, Митровић 3 |                    | Сејбутис, Гецевичијус 17 Паласиос 5 Кук 10 |                 | Хала Пионир, Београд Гледаоци: 7 500 |  |

| 22. 11. 2013. 17:00 Извештај |                                                                       | Локомотива Кубањ | 79 : 72                                 | Црвена звезда Тел. | Баскет хала Краснодар, Краснодар Гледаоци: 5 611 |  |
| 22. 11. 2013. 17:00 Извештај | Четвртине: 18-19, 21-16, 19-21, 21-16                                 |                  |                                         |                    | Баскет хала Краснодар, Краснодар Гледаоци: 5 611 |  |
| 22. 11. 2013. 17:00 Извештај | Поени: Браун 16 Скокови: Јасаитис, Хендрикс 6 Асистенције: Вилијамс 8 |                  | Симоновић 12 Катић, Марјановић 5 Шилб 6 |                    | Баскет хала Краснодар, Краснодар Гледаоци: 5 611 |  |

| 28. 11. 2013. 19:00 Извештај |                                                                       | Црвена звезда Тел. | 76 : 78                         | Макаби Електра | Хала Пионир, Београд Гледаоци: 7 500 |  |
| 28. 11. 2013. 19:00 Извештај | Четвртине: 22-18, 11-17, 13-27, 30-16                                 |                    |                                 |                | Хала Пионир, Београд Гледаоци: 7 500 |  |
| 28. 11. 2013. 19:00 Извештај | Поени: Нелсон, Раденовић 12 Скокови: Митровић 8 Асистенције: Нелсон 5 |                    | Схорцанитис 22 Тајус 7 Охајон 9 |                | Хала Пионир, Београд Гледаоци: 7 500 |  |

| 6. 12. 2013. 20:30 Извештај |                                                     | Панатинаикос | 69 : 63                         | Црвена звезда Тел. | Олимпијска дворана, Атина Гледаоци: 14 000 |  |
| 6. 12. 2013. 20:30 Извештај | Четвртине: 20-21, 17-13, 15-14, 17-15               |              |                                 |                    | Олимпијска дворана, Атина Гледаоци: 14 000 |  |
| 6. 12. 2013. 20:30 Извештај | Поени: Кари 16 Скокови: Лазме 6 Асистенције: Укић 5 |              | Нелсон 16 Марјановић 9 Нелсон 5 |                    | Олимпијска дворана, Атина Гледаоци: 14 000 |  |

| 12. 12. 2013. 18:45 Извештај |                                                              | Црвена звезда Тел. | 81 : 65                               | Лаборал Кућа | Београдска арена, Београд Гледаоци: 7 000 |  |
| 12. 12. 2013. 18:45 Извештај | Четвртине: 25-6, 20-20, 16-25, 20-14                         |                    |                                       |              | Београдска арена, Београд Гледаоци: 7 000 |  |
| 12. 12. 2013. 18:45 Извештај | Поени: Блажич 24 Скокови: Марјановић 9 Асистенције: Нелсон 4 |                    | Хоџ 15 Ноћиони, Хамилтон 6 3 играча 3 |              | Београдска арена, Београд Гледаоци: 7 000 |  |

| 20. 12. 2013. 18:45 Извештај |                                                               | Лијетувос ритас | 75 : 99                               | Црвена звезда Тел. | Сименс арена, Вилњус Гледаоци: 3 350 |  |
| 20. 12. 2013. 18:45 Извештај | Четвртине: 17-28, 13-23, 21-27, 24-21                         |                 |                                       |                    | Сименс арена, Вилњус Гледаоци: 3 350 |  |
| 20. 12. 2013. 18:45 Извештај | Поени: Паласиос 26 Скокови: Јеловац 7 Асистенције: Сејбутис 4 |                 | Марјановић 25 Марјановић 11 Џенкинс 4 |                    | Сименс арена, Вилњус Гледаоци: 3 350 |  |

## Црвена звезда Телеком у Еврокупу

### Друга фаза „Топ 32“ - Група Л
|    | Екипа                 | Игр. | Поб. | Изг. | П+  | П-  | П+/- | Тај-брек |
| -- | --------------------- | ---- | ---- | ---- | --- | --- | ---- | -------- |
| 1. | Нижњи Новгород        | 6    | 5    | 1    | 468 | 436 | +32  |          |
| 2. | Црвена звезда Телеком | 6    | 4    | 2    | 501 | 462 | +39  |          |
| 3. | Билбао                | 6    | 3    | 3    | 494 | 471 | +23  |          |
| 4. | Паниониос             | 6    | 0    | 6    | 418 | 512 | -94  |          |

| 8. 1. 2014. 19:15 Извештај |                                                                | Црвена звезда Тел. | 105 : 87                            | Билбао | Хала Пионир, Београд Гледаоци: 7 100 |  |
| 8. 1. 2014. 19:15 Извештај | Четвртине: 28-24, 22-22, 33-21, 22-20                          |                    |                                     |        | Хала Пионир, Београд Гледаоци: 7 100 |  |
| 8. 1. 2014. 19:15 Извештај | Поени: Џенкинс 16 Скокови: Марјановић 12 Асистенције: Нелсон 6 |                    | Бертанс 14 Кавалијаускас 4 Мумбру 6 |        | Хала Пионир, Београд Гледаоци: 7 100 |  |

| 15. 1. 2014. 16:40 Извештај |                                                            | Нижњи Новгород | 86 : 75                                | Црвена звезда Тел. | Палата спортова Трејд Јунион, Нижњи Новгород Гледаоци: 2 100 |  |
| 15. 1. 2014. 16:40 Извештај | Четвртине: 20-20, 20-22, 22-14, 24-19                      |                |                                        |                    | Палата спортова Трејд Јунион, Нижњи Новгород Гледаоци: 2 100 |  |
| 15. 1. 2014. 16:40 Извештај | Поени: Бебит 25 Скокови: Томпсон 13 Асистенције: Томпсон 5 |                | Нелсон 22 Нелсон, Раденовић 6 Нелсон 4 |                    | Палата спортова Трејд Јунион, Нижњи Новгород Гледаоци: 2 100 |  |

| 22. 1. 2014. 19:15 Извештај |                                                                   | Црвена звезда Тел. | 84 : 64                       | Паниониос | Хала Пионир, Београд Гледаоци: 4 934 |  |
| 22. 1. 2014. 19:15 Извештај | Четвртине: 16-19, 23-16, 22-12, 23-17                             |                    |                               |           | Хала Пионир, Београд Гледаоци: 4 934 |  |
| 22. 1. 2014. 19:15 Извештај | Поени: Симоновић 18 Скокови: Марјановић 11 Асистенције: Нелсон 11 |                    | Меколум 11 Меколум 6 Дувњак 4 |           | Хала Пионир, Београд Гледаоци: 4 934 |  |

| 29. 1. 2014. 18:00 Извештај |                                                                            | Паниониос | 66 : 78                       | Црвена звезда Тел. | Олимпијска арена Хелиникон, Атина Гледаоци: 700 |  |
| 29. 1. 2014. 18:00 Извештај | Четвртине: 21-19, 19-21, 12-14, 14-24                                      |           |                               |                    | Олимпијска арена Хелиникон, Атина Гледаоци: 700 |  |
| 29. 1. 2014. 18:00 Извештај | Поени: Картер, Меколум 15 Скокови: Милбурн 6 Асистенције: Батис, Меколум 3 |           | Катић 19 3 играча 5 Џенкинс 7 |                    | Олимпијска арена Хелиникон, Атина Гледаоци: 700 |  |

| 12. 2. 2014. 20:30 Извештај |                                                              | Билбао | 81 : 85                         | Црвена звезда Тел. | Билбао арена, Билбао Гледаоци: 6 129 |  |
| 12. 2. 2014. 20:30 Извештај | Четвртине: 17-25, 20-12, 20-23, 24-25                        |        |                                 |                    | Билбао арена, Билбао Гледаоци: 6 129 |  |
| 12. 2. 2014. 20:30 Извештај | Поени: Мумбру 18 Скокови: 3 играча 6 Асистенције: 3 играча 2 |        | Блажич 20 Драгићевић 7 Нелсон 6 |                    | Билбао арена, Билбао Гледаоци: 6 129 |  |

| 19. 2. 2014. 19:15 Извештај |                                                            | Црвена звезда Тел. | 74 : 78                         | Нижњи Новгород | Хала Пионир, Београд Гледаоци: 3 994 |  |
| 19. 2. 2014. 19:15 Извештај | Четвртине: 16-23, 25-17, 17-15, 16-23                      |                    |                                 |                | Хала Пионир, Београд Гледаоци: 3 994 |  |
| 19. 2. 2014. 19:15 Извештај | Поени: Џенкинс 25 Скокови: 3 играча 5 Асистенције: Катић 4 |                    | Антонов 20 3 играча 4 Рочести 7 |                | Хала Пионир, Београд Гледаоци: 3 994 |  |

### Осмина финала
| 5. 3. 2014. 19:30 Извештај |                                                                | Црвена звезда Тел. | 88 : 82                    | Лијетувос ритас | Хала Пионир, Београд Гледаоци: 6 148 |  |
| 5. 3. 2014. 19:30 Извештај | Четвртине: 23-27, 22-14, 25-19, 18-22                          |                    |                            |                 | Хала Пионир, Београд Гледаоци: 6 148 |  |
| 5. 3. 2014. 19:30 Извештај | Поени: Марјановић 21 Скокови: 3 играча 5 Асистенције: Нелсон 5 |                    | Сејбутис 17 Орелик 6 Кук 6 |                 | Хала Пионир, Београд Гледаоци: 6 148 |  |

| 12. 3. 2014. 18:30 Извештај |                                                                          | Лијетувос ритас | 82 : 80                       | Црвена звезда Тел. | Сименс арена, Вилњус Гледаоци: 5 350 |  |
| 12. 3. 2014. 18:30 Извештај | Четвртине: 17-22, 25-27, 16-12, 24-19                                    |                 |                               |                    | Сименс арена, Вилњус Гледаоци: 5 350 |  |
| 12. 3. 2014. 18:30 Извештај | Поени: Паласиос, Сејбутис 16 Скокови: Паласиос 7 Асистенције: Сејбутис 6 |                 | Катић 19 Симоновић 6 Нелсон 5 |                    | Сименс арена, Вилњус Гледаоци: 5 350 |  |

### Четвртфинале
| 18. 3. 2014. 19:30 Извештај |                                                                     | Будивељник | 82 : 79                       | Црвена звезда Тел. | Жалгирис арена, Каунас Гледаоци: 2 775 |  |
| 18. 3. 2014. 19:30 Извештај | Четвртине: 22-16, 19-23, 25-19, 16-21                               |            |                               |                    | Жалгирис арена, Каунас Гледаоци: 2 775 |  |
| 18. 3. 2014. 19:30 Извештај | Поени: Стрелнијекс 20 Скокови: Самерс 10 Асистенције: Стрелнијекс 5 |            | Катић 20 Раденовић 7 Нелсон 7 |                    | Жалгирис арена, Каунас Гледаоци: 2 775 |  |

| 26. 3. 2014. 19:30 Извештај |                                                               | Црвена звезда Тел. | 79 : 70                                          | Будивељник | Београдска арена, Београд Гледаоци: 24 232 |  |
| 26. 3. 2014. 19:30 Извештај | Четвртине: 11-15, 18-16, 10-11, 24-18, 16-10                  |                    |                                                  |            | Београдска арена, Београд Гледаоци: 24 232 |  |
| 26. 3. 2014. 19:30 Извештај | Поени: Џенкинс 29 Скокови: Раденовић 11 Асистенције: Нелсон 2 |                    | Лавринович 17 Лавринович 9 Ејхерн, Стрелнијекс 4 |            | Београдска арена, Београд Гледаоци: 24 232 |  |

### Полуфинале
| 2. 4. 2014. 19:30 Извештај |                                                                 | Црвена звезда Тел. | 63 : 52                                      | УНИКС Казањ | Београдска арена, Београд Гледаоци: 22 736 |  |
| 2. 4. 2014. 19:30 Извештај | Четвртине: 15-18, 20-15, 15-15, 13-4                            |                    |                                              |             | Београдска арена, Београд Гледаоци: 22 736 |  |
| 2. 4. 2014. 19:30 Извештај | Поени: Блажич 15 Скокови: Драгићевић 11 Асистенције: 3 играча 2 |                    | Гаудлок 18 Зисис, Курбанов 5 Ејдсон, Зисис 4 |             | Београдска арена, Београд Гледаоци: 22 736 |  |

| 9. 4. 2014. 17:00 Извештај |                                                              | УНИКС Казањ | 84 : 67                              | Црвена звезда Тел. | Баскет-хол арена, Казањ Гледаоци: 5 000 |  |
| 9. 4. 2014. 17:00 Извештај | Четвртине: 15-15, 27-21, 23-13, 19-18                        |             |                                      |                    | Баскет-хол арена, Казањ Гледаоци: 5 000 |  |
| 9. 4. 2014. 17:00 Извештај | Поени: Зисис 26 Скокови: Кајмакоглу 8 Асистенције: Гаудлок 6 |             | Марјановић 12 Марјановић 11 Нелсон 3 |                    | Баскет-хол арена, Казањ Гледаоци: 5 000 |  |

## Раднички Крагујевац у Еврокупу

### Прва фаза „Топ 48“ (Источна конференција) - Група Х
Раднички Крагујевац је на жребу 5. октобра 2013. из петог шешира Источне конференције сврстан у групу Х.
|    | Екипа                    | Игр. | Поб. | Изг. | П+  | П-  | П+/- | Тај-брек |
| -- | ------------------------ | ---- | ---- | ---- | --- | --- | ---- | -------- |
| 1. | Бешикташ Интеграл Форекс | 10   | 7    | 3    | 717 | 690 | +27  |          |
| 2. | Паниониос                | 10   | 6    | 4    | 768 | 755 | +13  |          |
| 3. | Раднички Крагујевац      | 10   | 5    | 5    | 824 | 824 | 0    | 1-1 (+1) |
| 4. | Бизонс Лоима             | 10   | 5    | 5    | 750 | 769 | -19  | 1-1 (-1) |
| 5. | Нептунас                 | 10   | 4    | 6    | 814 | 807 | +7   |          |
| 6. | Спартак Санкт Петербург  | 10   | 3    | 7    | 733 | 761 | -28  |          |

| 16. 10. 2013. 18:00 Извештај |                                                             | Паниониос | 77 : 72                       | Раднички Крагујевац | Олимпијска арена Хелиникон, Атина Гледаоци: 800 |  |
| 16. 10. 2013. 18:00 Извештај | Четвртине: 12-15, 16-10, 16-23, 33-24                       |           |                               |                     | Олимпијска арена Хелиникон, Атина Гледаоци: 800 |  |
| 16. 10. 2013. 18:00 Извештај | Поени: Меколум 27 Скокови: Симцак 7 Асистенције: 2 играча 4 |           | Млађан 16 Јару 16 Мариновић 8 |                     | Олимпијска арена Хелиникон, Атина Гледаоци: 800 |  |

| 23. 10. 2013. 18:00 Извештај |                                                           | Раднички Краг. | 92 : 89                           | Бизонс Лоима | Спортска хала Језеро, Крагујевац Гледаоци: 2 000 |  |
| 23. 10. 2013. 18:00 Извештај | Четвртине: 27-24, 20-15, 20-29, 25-21                     |                |                                   |              | Спортска хала Језеро, Крагујевац Гледаоци: 2 000 |  |
| 23. 10. 2013. 18:00 Извештај | Поени: Сили 23 Скокови: Јару 17 Асистенције: Мариновић 10 |                | Робинсон 24 3 играча 4 Коивисто 6 |              | Спортска хала Језеро, Крагујевац Гледаоци: 2 000 |  |

| 29. 10. 2013. 18:00 Извештај |                                                           | Раднички Краг. | 97 : 80                   | Спартак Санкт Петербург | Спортска хала Језеро, Крагујевац Гледаоци: 2 550 |  |
| 29. 10. 2013. 18:00 Извештај | Четвртине: 26-15, 19-18, 21-23, 31-24                     |                |                           |                         | Спортска хала Језеро, Крагујевац Гледаоци: 2 550 |  |
| 29. 10. 2013. 18:00 Извештај | Поени: Лешић 23 Скокови: Јару 10 Асистенције: Мариновић 8 |                | Барт 24 Кошчев 6 Меграт 6 |                         | Спортска хала Језеро, Крагујевац Гледаоци: 2 550 |  |

| 6. 11. 2013. 18:00 Извештај |                                                                  | Нептунас | 97 : 101                 | Раднички Краг. | Швитурио арена, Клајпеда Гледаоци: 4 000 |  |
| 6. 11. 2013. 18:00 Извештај | Четвртине: 22-27, 29-22, 20-28, 26-24                            |          |                          |                | Швитурио арена, Клајпеда Гледаоци: 4 000 |  |
| 6. 11. 2013. 18:00 Извештај | Поени: Василијус 25 Скокови: 2 играча 6 Асистенције: Василијус 5 |          | Јару 20 Јару 13 Јовић 10 |                | Швитурио арена, Клајпеда Гледаоци: 4 000 |  |

| 13. 11. 2013. 18:00 Извештај |                                                           | Раднички Крагујевац | 70 : 77                         | Бешикташ Инт. Фор. | Спортска хала Језеро, Крагујевац Гледаоци: 3 500 |  |
| 13. 11. 2013. 18:00 Извештај | Четвртине: 21-24, 13-18, 14-19, 22-16                     |                     |                                 |                    | Спортска хала Језеро, Крагујевац Гледаоци: 3 500 |  |
| 13. 11. 2013. 18:00 Извештај | Поени: Млађан 17 Скокови: Јару 8 Асистенције: Мариновић 4 |                     | Бакмен 19 Ајверсон 12 Перкинс 6 |                    | Спортска хала Језеро, Крагујевац Гледаоци: 3 500 |  |

| 20. 11. 2013. 18:00 Извештај |                                                               | Раднички Краг. | 84 : 77                       | Паниониос | Спортска хала Језеро, Крагујевац Гледаоци: 2 100 |  |
| 20. 11. 2013. 18:00 Извештај | Четвртине: 20-17, 21-18, 27-15, 16-27                         |                |                               |           | Спортска хала Језеро, Крагујевац Гледаоци: 2 100 |  |
| 20. 11. 2013. 18:00 Извештај | Поени: Мариновић 20 Скокови: Јару 10 Асистенције: Мариновић 4 |                | Меколум 26 Меколум 6 Картер 4 |           | Спортска хала Језеро, Крагујевац Гледаоци: 2 100 |  |

| 27. 11. 2013. 19:00 Извештај |                                                                    | Бизонс Лоима | 75 : 73                 | Раднички Крагујевац | Енергиа арена, Лоима Гледаоци: 2 457 |  |
| 27. 11. 2013. 19:00 Извештај | Четвртине: 21-14, 21-17, 14-20, 19-22                              |              |                         |                     | Енергиа арена, Лоима Гледаоци: 2 457 |  |
| 27. 11. 2013. 19:00 Извештај | Поени: Вилијамсон 28 Скокови: Вилијамсон 8 Асистенције: 2 играча 4 |              | Јару 27 Јару 18 Димић 2 |                     | Енергиа арена, Лоима Гледаоци: 2 457 |  |

| 4. 12. 2013. 17:00 Извештај |                                                                 | Спартак Санкт Пет. | 81 : 68                            | Раднички Крагујевац | Спартак арена, Санкт Петербург Гледаоци: 600 |  |
| 4. 12. 2013. 17:00 Извештај | Четвртине: 16-16, 15-20, 27-14, 23-18                           |                    |                                    |                     | Спартак арена, Санкт Петербург Гледаоци: 600 |  |
| 4. 12. 2013. 17:00 Извештај | Поени: Корољев 20 Скокови: Хомен 13 Асистенције: Барт, Меграт 7 |                    | 3 играча 14 Калинић 7 Мариновић 11 |                     | Спартак арена, Санкт Петербург Гледаоци: 600 |  |

| 11. 12. 2013. 18:00 Извештај |                                                                     | Раднички Краг. | 91 : 81                          | Нептунас | Спортска хала Језеро, Крагујевац Гледаоци: 2 150 |  |
| 11. 12. 2013. 18:00 Извештај | Четвртине: 31-20, 22-16, 19-17, 19-28                               |                |                                  |          | Спортска хала Језеро, Крагујевац Гледаоци: 2 150 |  |
| 11. 12. 2013. 18:00 Извештај | Поени: Лешић 20 Скокови: Лешић, Калинић 8 Асистенције: Мариновић 15 |                | Улановас 17 Галдикас 7 Мажеика 5 |          | Спортска хала Језеро, Крагујевац Гледаоци: 2 150 |  |

| 18.12. 2013. 19:00 Извештај |                                                              | Бешикташ Инт. Ф. | 90 : 76                                  | Раднички Крагујевац | Бешикташ арена, Истанбул Гледаоци: 1 021 |  |
| 18.12. 2013. 19:00 Извештај | Четвртине: 30-22, 14-20, 20-23, 26-11                        |                  |                                          |                     | Бешикташ арена, Истанбул Гледаоци: 1 021 |  |
| 18.12. 2013. 19:00 Извештај | Поени: Лофтон 20 Скокови: Ајверсон 9 Асистенције: 2 играча 6 |                  | Бирчевић 21 Јевтовић, Сили 5 Мариновић 9 |                     | Бешикташ арена, Истанбул Гледаоци: 1 021 |  |

### Друга фаза „Топ 32“ - Група Н
|    | Екипа               | Игр. | Поб. | Изг. | П+  | П-  | П+/- | Тај-брек |
| -- | ------------------- | ---- | ---- | ---- | --- | --- | ---- | -------- |
| 1. | АЛБА Берлин         | 6    | 5    | 1    | 479 | 442 | +37  |          |
| 2. | Химик               | 6    | 3    | 3    | 429 | 444 | -15  |          |
| 3. | Раднички Крагујевац | 6    | 2    | 4    | 480 | 480 | 0    | 1-1 (+6) |
| 4. | Стразбур ИГ         | 6    | 2    | 4    | 445 | 467 | -22  | 1-1 (-6) |

| 8. 1. 2014. 17:00 Извештај |                                                                | Химик | 73 : 68                           | Раднички Крагујевац | Спортски центар Олимп, Јужне Гледаоци: 1 000 |  |
| 8. 1. 2014. 17:00 Извештај | Четвртине: 13-14, 19-20, 21-16, 20-18                          |       |                                   |                     | Спортски центар Олимп, Јужне Гледаоци: 1 000 |  |
| 8. 1. 2014. 17:00 Извештај | Поени: 3 играча 14 Скокови: Фреиманис 9 Асистенције: Делејни 6 |       | Млађан 15 Бирчевић 10 Мариновић 8 |                     | Спортски центар Олимп, Јужне Гледаоци: 1 000 |  |

| 15. 1. 2014. 20:00 Извештај |                                                               | Раднички Крагујевац | 75 : 85                               | АЛБА Берлин | Спортска хала Језеро, Крагујевац Гледаоци: 3 150 |  |
| 15. 1. 2014. 20:00 Извештај | Четвртине: 19-25, 21-9, 12-18, 19-19, 4-14                    |                     |                                       |             | Спортска хала Језеро, Крагујевац Гледаоци: 3 150 |  |
| 15. 1. 2014. 20:00 Извештај | Поени: Мариновић 15 Скокови: Јовић 9 Асистенције: Мариновић 8 |                     | Хемондс 21 Волфарт, Рединг 6 Рединг 3 |             | Спортска хала Језеро, Крагујевац Гледаоци: 3 150 |  |

| 22. 1. 2014. 20:30 Извештај |                                                       | Стразбур ИГ | 80 : 76                         | Раднички Крагујевац | Ренус спорт, Стразбур Гледаоци: 3 015 |  |
| 22. 1. 2014. 20:30 Извештај | Четвртине: 17-17, 15-19, 27-23, 21-17                 |             |                                 |                     | Ренус спорт, Стразбур Гледаоци: 3 015 |  |
| 22. 1. 2014. 20:30 Извештај | Поени: Кембел 19 Скокови: Грир 10 Асистенције: Грир 7 |             | Бирчевић 21 Јовић 5 Мариновић 6 |                     | Ренус спорт, Стразбур Гледаоци: 3 015 |  |

| 29. 1. 2014. 18:00 Извештај |                                                              | Раднички Краг. | 92 : 82                      | Стразбур ИГ | Спортска хала Језеро, Крагујевац Гледаоци: 1 500 |  |
| 29. 1. 2014. 18:00 Извештај | Четвртине: 21-24, 25-18, 19-25, 27-15                        |                |                              |             | Спортска хала Језеро, Крагујевац Гледаоци: 1 500 |  |
| 29. 1. 2014. 18:00 Извештај | Поени: Димић 19 Скокови: Бирчевић 6 Асистенције: Мариновић 9 |                | Торнтон 21 Андерсен 6 Грир 4 |             | Спортска хала Језеро, Крагујевац Гледаоци: 1 500 |  |

| 12. 2. 2014. 18:00 Извештај |                                                                  | Раднички Краг. | 86 : 68                         | Химик | Спортска хала Језеро, Крагујевац Гледаоци: 2 100 |  |
| 12. 2. 2014. 18:00 Извештај | Четвртине: 25-14, 26-15, 20-22, 15-17                            |                |                                 |       | Спортска хала Језеро, Крагујевац Гледаоци: 2 100 |  |
| 12. 2. 2014. 18:00 Извештај | Поени: Бирчевић 18 Скокови: Бирчевић 8 Асистенције: Мариновић 13 |                | Гејтенс 18 Ријабчук 3 Делејни 4 |       | Спортска хала Језеро, Крагујевац Гледаоци: 2 100 |  |

| 19. 2. 2014. 20:00 Извештај |                                                          | АЛБА Берлин | 92 : 83                           | Раднички Крагујевац | O2 World, Берлин Гледаоци: 7 910 |  |
| 19. 2. 2014. 20:00 Извештај | Четвртине: 21-18, 25-15, 19-26, 27-24                    |             |                                   |                     | O2 World, Берлин Гледаоци: 7 910 |  |
| 19. 2. 2014. 20:00 Извештај | Поени: Логан 23 Скокови: Рединг 10 Асистенције: Рединг 5 |             | Мариновић 19 Лешић 5 Мариновић 10 |                     | O2 World, Берлин Гледаоци: 7 910 |  |